# Lista de bairros de Poá
Esta é uma lista dos bairros de Poá, um município brasileiro do estado de São Paulo, localizado na mesorregião metropolitana de São Paulo e na microrregião de Mogi das Cruzes.
- Água Vermelha: Abriga a sede do clube recreativo, social e de futebol Associação Atlética Poaense que foi fundado em 1º de junho de 1928,[1] o bairro fica próximo do Jardim Nova Poá.
- Biritiba[2][3]
- Calmon Viana: Nele fica a estação Calmon Viana e também o campo de futebol do Clube A.E Água Vermelha.
- Chácara Bela Vista[4]
- Cidade Kemel (bairro)
- Conjunto Alvorada: Nele fica a sede da Associação de Pais e Amigos dos Excepcionais (APAE) do município. Possui ainda uma área de lazer ao lado do prédio aberto ao público.[5]
- Jardim América (bairro de Poá)
- Jardim Antônio Picosse
- Jardim Bela Vista[6]
- Jardim Débora: No bairro está localizada a nascente do Córrego Paredão, que marca a divisa entre Ferraz de Vasconcelos e Poá em toda a parte oeste.[7]
- Jardim Dom Manoel[8]
- Jardim Dulce[9]
- Jardim Emília[6]
- Jardim Estela[9]: o bairro fica relativamente próximo ao centro do município, sua principal via é a Avenida Lucas Nogueira Garcez.
- Jardim Itamarati[10]: sua via principal é a Avenida João Pekny, por onde passam todos os ônibus municipais e intermunicipais com destino ao Jardim São José. Neste bairro também se encontra o único cemitério da cidade, o Cemitério da Paz.
- Jardim Ivone[9]
- Jardim Ivonete[11]
- Jardim Madre Ângela[12]
- Jardim Medina: o bairro abriga o Hospital Municipal Doutor Guido Guida e a Maternidade Maria de Nazaré. Também é ponto final de uma das linhas do Consórcio Unileste, que ligam Poá até Mogi das Cruzes, além de linhas de ônibus municipais da Radial Transporte Coletivo que circulam pelo bairro.
- Jardim Naman (bairro de Poá)
- Jardim Nova Poá (bairro de Poá)
- Jardim Obelisco[13]: tem esse nome por causa de um obelisco que foi construído para marcar a passagem de Dom Pedro I por Poá.
- Jardim Odete (bairro de Poá)
- Jardim Pinheiro[14]
- Jardim Ruth (bairro de Poá)
- Jardim Santa Helena: o bairro abriga duas escolas públicas de ensino fundamental e uma escola pública estadual que também oferece ensino médio. Suas principais vias são: Rua Fernando de Noronha e a Avenida Deputado Castro de Carvalho que fazem a ligação do bairro ao centro.
- Jardim Santa Luíza
- Jardim Santa Maria (bairro de Poá)
- Jardim Santa Tereza (bairro de Poá)
- Jardim São José: o bairro Fica na Zona Sul de Poá que faz divisa com Jardim Nova Poá, Jardim Ivone, Jardim Débora. O bairro abriga um dos três terminais rodoviários do município, o "Terminal Rodoviário do Jardim São José".
- Jardim Violeta[15]
- Vila Amélia[16]
- Vila Anchieta[17]
- Vila Arbame[18]
- Vila Atui (bairro de Poá)
- Vila Áurea (bairro de Poá)
- Vila Açoreana[19]
- Vila Bandeirantes (bairro de Poá)
- Vila Cosmos (bairro de Poá)
- Vila Cália (bairro de Poá)
- Vila das Acácias: o bairo abriga as holding do Banco Safra (a Safra Leasing, instalada no centro) e do Banco Itaú (Itaú Administradora de Consórcios e Banco Itaucard). Sua principal via é a Avenida Nove de Julho.
- Vila Eureka[20]
- Vila Generali
- Vila Gonçalves
- Vila Ibar
- Vila Jaú[21]
- Vila Júlia (bairro de Poá)
- Vila Lúcia: é limítrofe com o município de Itaquaquecetuba e no bairro fica localizada a garagem da empresa de ônibus CS Brasil das linhas municipais de Itaquaquecetuba.
- Vila Monteiro[22]: abriga o Centro Esportivo Antonio Sanches, uma alternativa de diversão na região. O bairro também abriga a Escola Técnica Estadual, ETEC de Poá, do Centro Paula Souza.
- Vila Pereta (bairro de Poá)
- Vila Perracine (bairro de Poá)
- Vila Perreli[23]: a Vila Perreli é limítrofe do bairro Perracine,Centro,Vila Júlia e Jardim Áurea.
- Vila Rea (bairro de Poá)
- Vila Romana[24]: este bairro de Poá Teve Muitos Evento Como: Festa Junina e Carnaval. É limítrofe com o município de Ferraz de Vasconcelos.
- Vila das Rosas[25]
- Vila Ruth (bairro de Poá)
- Vila Sopreter[26]
- Vila São João (bairro de Poá)
- Vila Varela (bairro de Poá)